# Parques nacionales de Inglaterra y Gales

Trece zonas son designadas como parques nacionales en Inglaterra y Gales.

Los Parques nacionales del Reino Unido son áreas controladas de paisaje sobresaliente donde las actividades de poblamiento y comerciales se encuentran restringidas. Casi todo el terreno en los parques nacionales del Reino Unido es de propiedad y administración privadas. Hay 14 parques nacionales en el Reino Unido en la actualidad, de los cuales 9 están en Inglaterra abarcando el 7% del territorio inglés y 3 en Gales cubriendo alrededor del 20% de la zona terrestre de Gales. 
1. Peak District, creado en 1951, con 1.438 km²
2. Lake District, creado en 1951, con 2.292 km²
3. Snowdonia (en galés: Parc Cenadlaethol Eryri), creado en 1951, con 2.142 km²
4. Dartmoor, creado en 1951, con 956 km²
5. Pembrokeshire Coast (en galés: Arfordir Penfro), creado en 1952, con 620 km²
6. North York Moors, creado en 1952, con 1.436 km²
7. Yorkshire Dales, creado en 1954, con 1.769 km²
8. Exmoor, creado en 1954, con 693 km²
9. Northumberland, creado en 1956, con 1.049 km²
10. Brecon Beacons (en galés: Bannau Brycheiniog), creado en 1957, con 1.351 km²
11. The Broads, creado en 1988, con 303 km²
12. New Forest, creado en 2005, con 580 km²
13. Parque Nacional de South Downs, creado en 2011 con 1.627 km 2.

El control de los parques nacionales en el Reino Unido está descentralizado, con cada condado desarrollando su propia política y disposiciones.
Los dos de Escocia son el de Cairngorms y el del Loch Lomond y los Trossachs. En la actualidad no existen parques nacionales en Irlanda del Norte, pero, al igual que en otras zonas del Reino Unido, existen muchas áreas de extraordinaria belleza natural. Hay movimientos controvertidos para establecer un parque nacional en los montes de Mourne.